# 63식 병력수송장갑차
63식 병력수송장갑차(제조사 설계명칭 YW531)는 1960년 말부터 배치된 중화인민공화국의 병력 수송 장갑차이다. K-63, M1967, M1970의 명칭으로도 알려져 있다.
63식은 소련의 도움을 받지 않고 독자적으로 설계한 최초의 기갑차량이다. 동시대의 M113과 같이 간단한 구조로 신뢰성이 높다.
약 3,000대가 중국북방공업공사에 의해 생산되었고, 아직도 2,300대 정도가 배치되어 있다. 세계 각지에서 운용중이며, 베트남 전쟁, 중월 전쟁, 이란-이라크 전쟁, 걸프 전쟁 등의 분쟁에서 사용되었다.

## 개발
개발은 군수산업부와 30 연구소의 도움을 받아 618 공장에 의해 수행되었다. 설계는 일전의 62식 경전차 설계를 기반으로 진행되었다. 63년에 시제차량이 제작되었고, 64년에 첫 차량이 인도 되었다. 하지만 시제차량에 심각한 문제가 있었고, 설계변경이 계속 이루어졌기 때문에 70년이 되어서야 대량으로 배치될 수 있었다.

## 특징
차체는 소화기에 대한 방호력을 제공하는 강철 용접 차체로 되어있다. 최대 탑승 인원은 15명이다. 승무원은 배치에 따라 2~4명으로 구성되고 나머지는 차체 후부에 탑승하는 보병으로 구성된다.

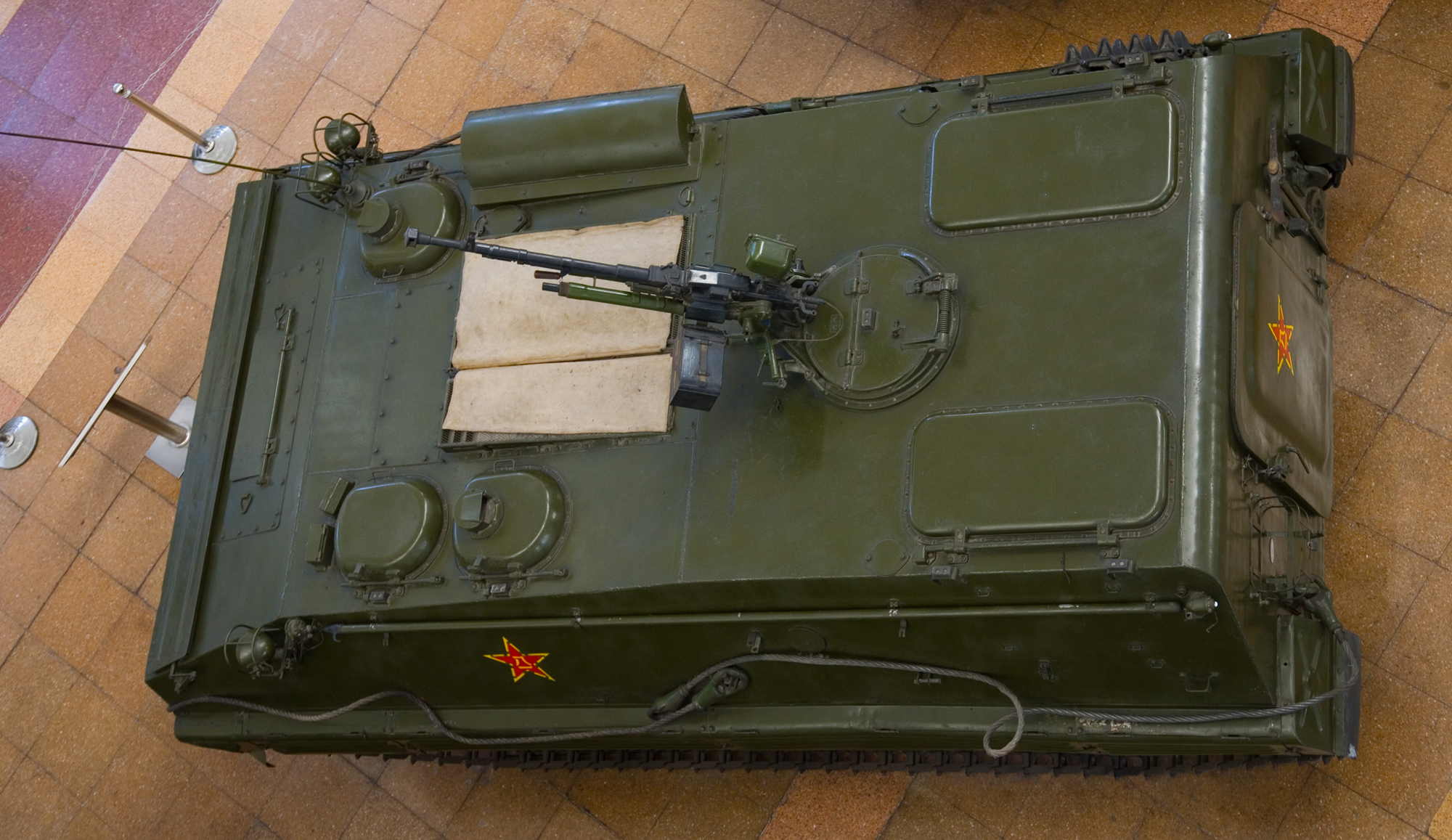
베이징 군사박물관의 63식 장갑차 상면 모습.

엔진은 조종수의 뒤쪽 오른편에 있다. 조종수석은 차체 전면 좌측에 있고, 조종수 해치에는 전면과 우측에 시야를 제공하는 2개의 주간용 페리스코프가 부착돼 있는데 야간용으로 교체할 수 있다. 차장석은 차체 전면 우측에 있다. 차장석에는 360도 회전하는 페리스코프가 부착되어 있다. BF8L 엔진을 장비하는 수출형에는 차체 전면 우측의 차장석을 폐지했다. 조종수 뒤, 차체의 좌측면은 3번째 승무원의 자리인데 차장의 것처럼 360도 회전하는 페리스코프를 가진다.
엔진은 6150L식 260 마력 디젤 엔진이나 수출형에는 2,500rpm에서 320마력을 내는 KHD BF8L 413F 8기통 공랭식 터보차지 디젤엔진이 장착된다. 엔진은 전진 5단 후진 1단의 수동 변속기에 의해 제어된다. 서스펜션은 토션바 형식이고, 450리터의 연료를 저장할 수 있으며, 500km의 주행거리를 가진다.
12.7mm 기관총은 병력실 바로 위에 위치한 차체 중앙의 소형 해치에 장착돼 있다. 기관총은 수평 360도 수직 90도로 작동된다. 차체 상면의 2개의 해치와 차체 후부의 출입문으로 승하차한다.
차량은 수상주행능력을 가지고 있는데, 이를 위해서는 차체 전면의 파도막이가 펼쳐져야 한다. 연후 차량은 궤도를 움직여서 추진한다.

## 계열 차량

### 인민해방군

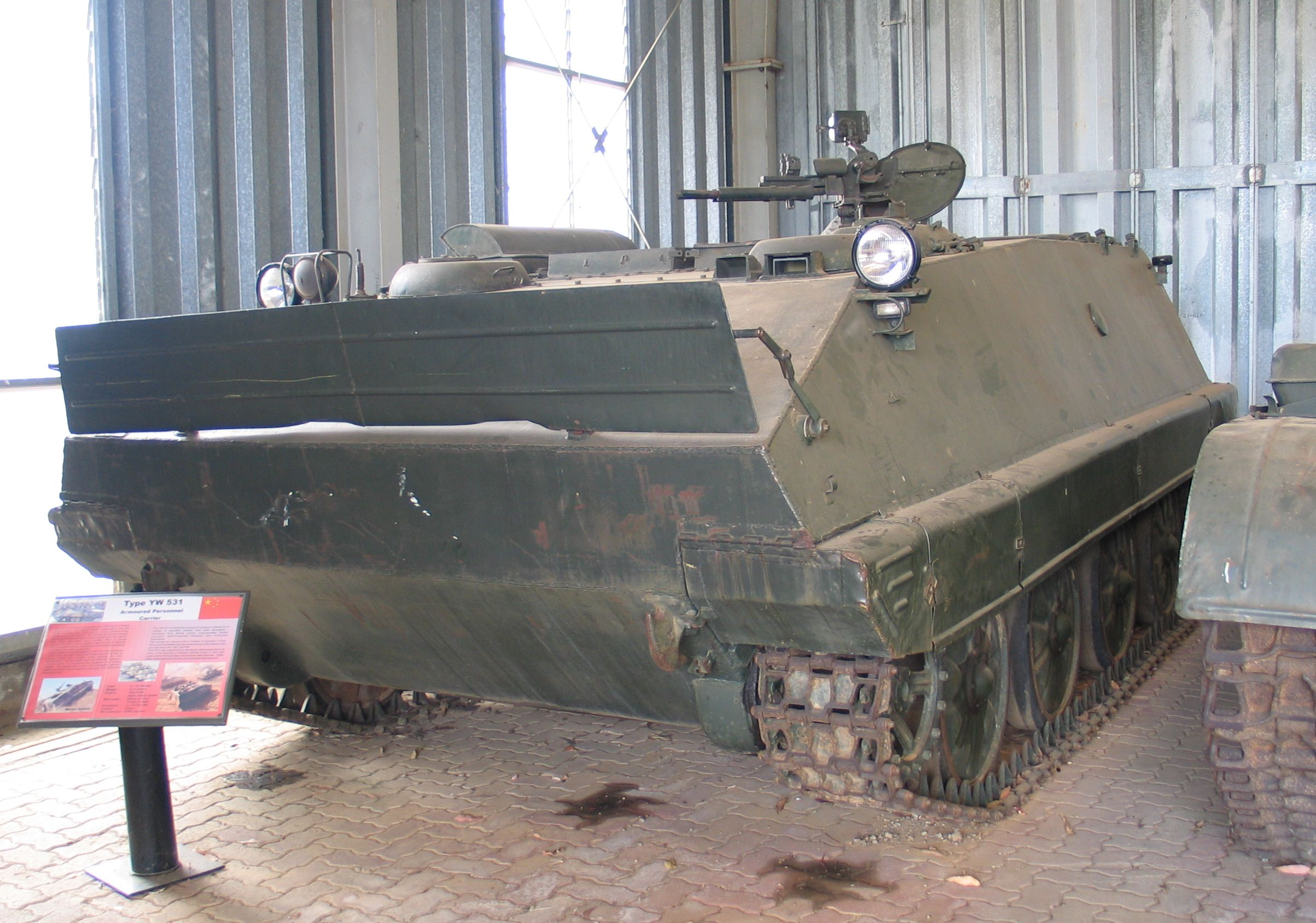
푸카푼얄 군사박물관의 베트남군 63식 장갑차

- 63식/YW531 (1964) - 56식 7.62mm 기관총을 탑재한 기본형, 대량 생산되지는 않았다.
- 63A식/A-531 (1968) - 54식 12.7 mm 기관총 탑재하고 더 강한 엔진과 다른 변속기를 장비한 양산형이다. YW531A로도 알려져 있다.
  - VTT-323 - 조선인민공화국의 YW531A 개량형.
- 63-I식/B-531 (1981) - 더욱 튼튼한 서스펜션과 총안, 2개의 해치를 추가한 개량형. YW531B로도 알려져 있다.
  - 63C식 - 63식과 63-I식에 도하장비를 장착한 형식의 인민해방군 명칭.
- WZ701 - 높은 병력실과 5개의 무전기(889식, 892식, 70식-2B), 발전기를 장비한 A-531의 지휘차량. 56-I식 7.62mm 기관총으로 무장하고 있다.
- WZ721 - ZZT1통신 장비를 장착한 더 높은 차고의 통신 차량.
- WZ750 - 비무장에 더 높은 차고의 앰뷸런스 형식.
- 70식 SPH/WZ302 - B531에 54-I식 122 mm 곡사포를 탑재한 자주포 형식.
- 70식 MRL/WZ303 - A531에 19연장 130 mm 로켓포를 탑재한 다련장 로켓 형식.
- YD801 - 소방차량
- 89식/WZ534 보병전투차

### 수출형

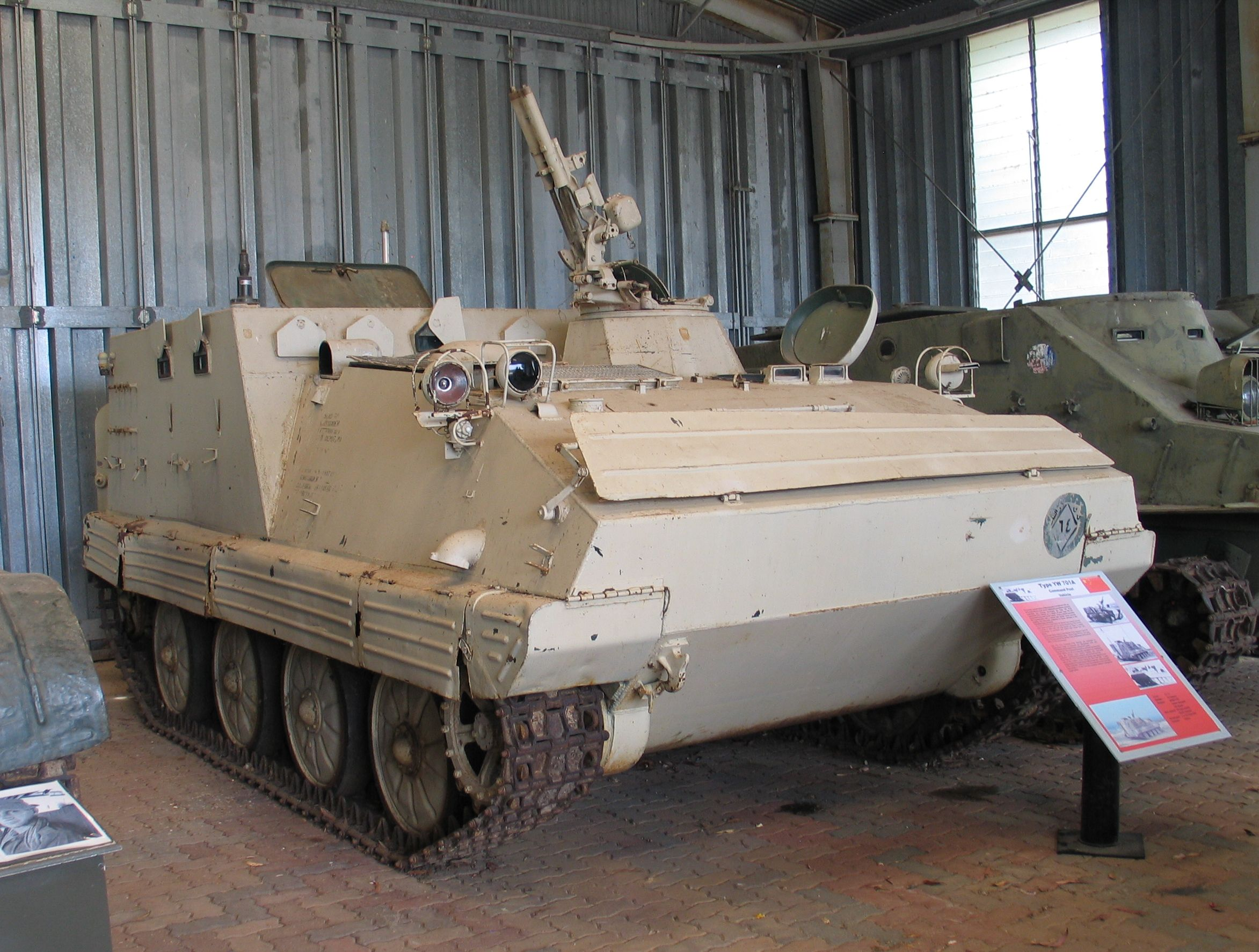
푸카푼얄 군사 박물관의 구이라크군 YW701지휘차량

- 81식/YW531C (1982) - 독일 Deutz사의 KHD BF8L of 320 마력 (240 kW) 엔진을 탑재한 형식. 전방 우측의 기관총 사수석은 폐지되었다.
  - YW531D - 좌현의 2개의 총안 대신 하나의 총안만이 있는 형식.
  - YW531E - YW531D에 892식 무전기를 추가한 형식.
- YW701 - WZ701 지휘차량의 수출형. YW531C에 기반하였고, 차장석 큐폴라에 54식 기관총을 장착했다.
- YW750 - WZ750 앰뷸런스의 수출형. YW531C에 기반하였고, 차장석 큐폴라에 54식 기관총을 장착했다.
- YW304 - YW531C에 기반한 82 mm 자주박격포 차량. 탄약 120발.
- YW381 - YW531C에 기반한 120 mm 자주박격포 차량. 탄약 50발.
- 85식(YW531H) 보병전투차

## 운용 국가
- 방글라데시
- 베트남
- 스리랑카
- 이란
- 이라크
- 조선민주주의인민공화국
- 중화인민공화국
- 짐바브웨
- 콩고 민주 공화국
- 탄자니아
- 파키스탄